# ان‌اس‌او اسپریت
ان‌اس‌او اسپریت (به انگلیسی: NSO Spirit) یک کشتی است که طول آن 69 m می‌باشد. این کشتی در سال ۱۹۸۲ ساخته شد.